# Instituto Asturiano de la Mujer
El Instituto Asturiano de la Mujer (IAM) es el organismo del Gobierno del Principado de Asturias responsable de desarrollar las políticas de igualdad entre mujeres y hombres, impulsando y promoviendo la participación de las mujeres en todos los ámbitos y eliminando cualquier forma de discriminación. Fue creado el 10 de agosto de 1999 adscrito a la Consejería de la Presidencia del Consejo de Gobierno de Asturias. Desde agosto de 2023 depende de la Consejería de Presidencia, Reto Demográfico, Igualdad y Turismo del Principado de Asturias y la directora general de Igualdad es María Jesús Álvarez.

## Planes de acción para la igualdad
Desde su creación en 1999 se ha aprobado en materia de igualdad de oportunidades varios planes de gobierno: IV Plan de Acción Positiva para las Mujeres del Principado de Asturias (2001-2005), Plan del Principado de Asturias para Avanzar en la Erradicación de la Violencia contra las Mujeres (2002-2004), Programa de Estrategias para la Igualdad de Oportunidades entre Mujeres y Hombres (2005-2007) y Programa del Principado de Asturias de Sensibilización y Prevención de la Violencia de Género (2008). I Plan Estratégico para la Igualdad entre Mujeres y Hombres del Principado de Asturias (2013-2015).

## Contra la violencia de género
En 2007 se creó en Gijón el Centro de Atención Integral a Mujeres Víctimas de la Violencia de Género, "La Casa Malva".
En 2011 se aprobó la Ley del Principado de Asturias 2/2011 de 11 de marzo para la igualdad de mujeres y hombres y la erradicación de la violencia de género.
Desde diciembre de 2016 el IAM asume el Observatorio contra la violencia de género creado en 2013.

### Pacto social contra la violencia sobre las mujeres
En 2016 se firmó el Pacto social contra la violencia sobre las mujeres, un plan que incluye 150 medidas contra la violencia hacia las mujeres apoyado en el parlamento asturiano por todos los grupos políticos de manera unánime con un presupuesto hasta 2019 de 8,9 millones de euros hasta 2019.

## Centro de documentación del IAM
El Instituto Asturiano de la Mujer cuenta con un Centro de Documentación especializado, formado por unos 5.000 documentos (monografías, publicaciones periódicas, literatura gris, carteles, folletos, vídeos, DVD, CDs…). El fondo incluye una colección de estudios, investigaciones y ensayos en materia de género así como de literatura escrita por mujeres que en la actualidad se está especializando en escritoras asturianas.

## Observatorio de la Publicidad e Información no Sexista
El Observatorio de la Publicidad e Información no Sexista se creó a partir del “I Plan Estratégico para la Igualdad entre Mujeres y Hombres del Principado de Asturias 2013-2015”, para recoger todas aquellas quejas o denuncias que puedan atentar contra la imagen o dignidad de las mujeres en medios de comunicación y/o publicitarios.

## Lista de directoras
- Begoña Fernández Fernández
- María Fernández Campomanes
- Carmen Sanjurjo
- Almudena Cueto
- Nuria Varela
- María Jesús Álvarez